# Holt Rock
Holt Rock is een plaats in de regio Wheatbelt in West-Australië.

## Geschiedenis
Ten tijde van de Europese kolonisatie leefden de Njaki Njaki Nyungah in de streek.
In 1893 trok John Holland samen met nog drie andere goudzoekers door de onbekende streek op weg naar de oostelijke goudvelden. Het meer dan 500 kilometer lange pad dat ze ontwikkelden, een kortere weg om van Albany naar Coolgardie te reizen, wordt 'Hollands Track' genoemd.
In 1901 reisde ontdekkingsreiziger Frank Hugh Hann van Menzies naar Ravensthorpe. Hij gaf onderweg een rots de naam Holt Rock. Hann vernoemde de rots vermoedelijk naar G.H. Holt, een medewerker van het Lands & Surveys Department. In 1939 werd het dorp er officieel gesticht.
In 1940 werd in Holt Rock een installatie om graan in bulk te vervoeren geplaatst. Holt Rock werd in 1944 op het telefoonnet aangesloten.

## 21e eeuw
Holt Rock maakt deel uit van het lokale bestuursgebied (LGA) Shire of Kulin, een landbouwdistrict. Tot ver in de 21e eeuw bleef het een verzamel- en ophaalpunt voor de oogst van de in de streek bij de Co-operative Bulk Handling Group aangesloten graanproducenten. In de jaren 2010 kwam daar een eind aan.
In 2021 telde Holt Rock 46 inwoners.

## Toerisme
De Holt Rock kan beklommen worden. In de lente groeien er wilde orchideeën in de omgeving. Net ten zuiden van Holt Rock ligt Varley waar men het Varley & Districts Museum kan bezoeken, een streekmuseum. De toeristische autoroute Pathways to Wave Rock doet Holt Rock aan. Holt Rock ligt net ten westen van de rabbit-proof fence.

## Transport
Holt Rock ligt langs de Hyden-Lake King Road die deel uitmaakt van State Route 40. State Route 40 verbindt Perth met de South Coast Highway. Holt Rock ligt 341 kilometer ten zuidoosten van de West-Australische hoofdstad Perth, 100 kilometer ten noordoosten van Lake Grace en 113 kilometer ten oosten van Kulin, de hoofdplaats van de LGA waarvan het deel uitmaakt.